# Weimar
Weimar är en kretsfri stad i det tyska förbundslandet Thüringen.
Staden var residensstad för olika självständiga hertigdömen i tysk historia och blev en viktig kulturstad på 1800-talet.
År 1999 var Weimar kulturhuvudstad i Europa samtidigt som Goethes 250-årsdag firades med en rad evenemang i Tyskland under hela året.

## Geografi
Weimar ligger vid södra gränsen av sänkan Thüringer Becken. Den högsta punkten är den 478 meter höga Ettersberg och de lägsta delar ligger cirka 200 meter över havet. Floden Ilm kommer från sydöst, flyter i en båge genom staden och går sedan åt nordöst. Vid Weimar går motorvägen A4.

## Historia

### Förtid
I stadsdelen Ehringsdorf hittades skelettdelar av förhistoriska människor som uppskattas ha levt under mellanistiden Eem (Riss-Würm-mellanistiden).

### Medeltiden
Samhället omnämns redan 899 i olika dokument. Namnet varierade från "Wimares" över "Wimari" till "Wimar" och senare "Weimar". Namnet är troligtvis en sammansättning av det gamla germanska ordet wih (helig) och det högtyska ordet mar (sjö eller träsk).
Mellan 946 och 1346 existerade grevskapet Weimar som självständig politisk enhet. 975 beskrev kejsaren Otto II en borg Weimar, men det är inte säkert att borgen fanns på samma ställe som staden idag. Mellan 1245 och 1249 byggdes den nuvarande stadskyrkan. Efter flera strider mellan Thüringens adelssläkter gick staden 1365 som förläning till huset Wettin. Efter att dynastin 1547 förlorade sitt tidigare huvudsäte Wittenberg övertog Weimar denna funktion.
Från 1572 var Weimar huvudstad i hertigdömet Sachsen-Weimar.

### Modern tid
I samband med att hertigdömena Sachsen-Weimar och Sachsen-Eisenach slogs samman i en realunion 1809 blev Weimar residensstad i storhertigdömet Sachsen-Weimar-Eisenach.
Under 1800-talet blev staden ett viktigt centrum för tysk kultur. Där bodde bland andra Johann Wolfgang von Goethe, vars vänskap med Friedrich von Schiller anses ha haft utomordentligt stor betydelse för den tyska litteraturen och kulturen. En samtida Weimarbo var historikern och pedagogen Johann Gottfried Herder. Än idag kan man besöka Goethes bostadshus i Weimar, som numera är ett museum. 
Andra kulturpersonligheter som bodde i Weimar var under 1800-talet filosofen Friedrich Nietzsche och kompositören Franz Liszt. Under 1900-talet vistades i staden jugendkonstnären Henry van de Velde i Weimar och Walter Gropius som skapade Bauhaus, en skola för design och arkitektur som var upphovet till funktionalismen. 
I modern tid kom staden Weimar att spela en framträdande roll tiden efter Första världskriget. Då kejsardömet fallit, samlades Nationalförsamlingen i Weimar för att utarbeta en ny författning, och den 11 augusti 1919 utropades den nya republiken, som fick namn efter staden, alltså Weimarrepubliken. Huvudstad förblev dock Berlin - men Weimar blev huvudstad i Thüringen. Den nya statsbildningen skulle bestå till nazisternas maktövertagande 1933.
Den 3 september 2004 utbröt en brand på Anna Amalia-biblioteket i staden då 30 000 oersättliga skrifter förstördes och 20 000 blev allvarligt skadade.
I april 2019 öppnade Bauhaus Museum Weimar.

## Världsarvet "Klassiska Weimar"
1998 blev "Klassiska Weimar" ett världsarv. Världsarvet består av:
- Goethes hus
- Schillers hus (Schillers Wohnhaus)
- Herderplatser (Herderstätten)
  - Stadskyrkan (Stadtkirche)
  - Herderhuset (Herderhaus)
  - Gamla gymnasiet (Altes Gymnasium)
- Stadsslottet (Slottet)
- Änkepalatset (Wittumspalais)
- Anna Amalia-biblioteket (Anna Amalia Bibliothek)
- Parken vid Ilm (der Park an der Ilm)
  - Romerska huset (Römisches Haus)
  - Goethes trädgård och trädgårdshus (Goethes Garten und Gartenhaus)
- Slottet Belvedere med slottspark och orangeri
- Slottet Ettersburg med slottspark
- Slottet Tiefurt med slottspark
- Fürstengruft med den historiska griftegården